# Magic Mike
A Magic Mike (eredeti cím: Magic Mike) 2012-ben bemutatott amerikai filmvígjáték, melyet Steven Soderbergh rendezett. A főszereplők Channing Tatum, Alex Pettyfer, Matthew Bomer, Joe Manganiello és Matthew McConaughey.

## Rövid történet
Egy tizenkilenc éves fiú egy tapasztalt mentor vezetésével belép a férfisztriptíz világába.

## Cselekmény
|  | Alább a cselekmény részletei következnek! |

Mike Lane-nek nagy tervei vannak egy saját vállalkozással, de a számláit egy sor alkalmi munkából fizeti, leginkább a tampai Xquisite Strip Club sztárfellépőjeként. A klub tulajdonosa Dallas, akinek az az álma, hogy férfi sztriptízklubok "birodalmát" hozza létre. Mike hamarosan találkozik a tizenkilenc éves Adammel, aki nemrég hagyta ott a főiskolát, és építőipari munkát keres. A szárnyai alá veszi, és arra bátorítja, hogy kezdjen el vetkőzni az Xquisite-ban. Mike megismeri  Adam húgát, Brooke-ot. A Joannával való se veled se nélküled kapcsolata mellett Mike vonzódik Brooke-hoz, és megígéri, hogy vigyázni fog Adamre. Adam egyre inkább belesüllyed az Xquisite-táncosok kicsapongó életmódjába, drogozik és számos vendéggel létesít szexuális kapcsolatot. Amikor Dallas bejelenti tervét, hogy  Miamiba költözteti műsorukat, Mike bevallja Brooke-nak, hogy belefáradt ebbe az életmódba, és kisvállalkozói kölcsönt szeretne felvenni, hogy megvalósíthassa álmát: egyedi bútorüzletet nyithasson. A bank elutasítja a hitelkérelmét, mire Mike rádöbben, hogy kénytelen a szórakoztatóiparban maradni, hogy továbbra is fizetni tudja számláit. Később részt vesz egy többnapos ottalvós hurrikánváró házibulin Dallas házában, ahol Adamot beszervezik a Tobias, az Xquisite DJ-je által kitalált drogkereskedelmi üzletbe. Feladata, hogy az Xquisite vendégeinek adjon el serkentőszert, és kap is erre egy csomag ecstasyt. Adam rákap a serkentőszerre, és Mike egyre többször szembesül Adam meggondolatlan viselkedésével. Brooke nagyon bosszankodik emiatt, mert arra számít, hogy Mike megvédi Adamot.
Néhány nappal később Mike és Adam egy diákszövetségi házban tartandó zártkörű bulin lépnek fel, ahová Adam magával hozza a drogcsomagot. Ott Adam egy fiatal nőnek ecstasy tablettát ad, ami verekedéshez vezet közte és a nő barátja között. Az előadók kénytelenek elmenekülni a serkentőszer hátrahagyásával, amely Adam szerint ezer dollárt ért. A fizetségüket sem veszik fel, ami feldühíti Dallast. A következő esti fellépés után Mike és Adam drogot vesznek be, és elmennek egy klubba. Adam elhányja magát és elájul; Brooke másnap reggel Mike házában talál rá. Brooke dühösen veti Mike szemére életmódját, és véget vet a vele való barátságának. Tobias és beszállítói betörnek Mike házába, ahol Adamet keresik, és kiderül, hogy a serkentőszer valójában tízezer dollárt ért. Mike feltöri lekötött betétei nagy részét, hogy teljes egészében kifizesse Adam adósságát. Később, a táncosok utolsó Xquisite előadása előtt Mike úgy dönt, hogy elege van. Mivel tudja, hogy Dallas egyikükhöz sem hűséges, hanem a kapzsiság vezeti, Mike a hátsó ajtón keresztül hagyja el a klubot. Miután rájön, hogy Mike nem fog visszatérni, Dallas előlépteti Adamet a vezető táncos helyére. Mike elmegy Brooke lakására, és elmondja neki, hogy abbahagyja a sztriptíztáncot. Brooke megtudja, mit tett Adamért, és meghívja őt reggelizni. Játékosan megkérdezi, mit tudnak csinálni reggelig, majd megcsókolja.
|  | Itt a vége a cselekmény részletezésének! |

## Szereplők
| Színész             | Szerep                    | Magyar hang       |
| ------------------- | ------------------------- | ----------------- |
| Channing Tatum      | Michael "Magic Mike" Lane | Papp Dániel       |
| Alex Pettyfer       | Adam (kölyök)             | Fehér Tibor       |
| Matthew Bomer       | Ken                       | Orosz Ákos        |
| Matthew McConaughey | Dallas                    | Nagy Ervin        |
| Olivia Munn         | Joanna                    | Zsigmond Tamara   |
| Joe Manganiello     | Nagy farkú Richie         | Sarádi Zsolt      |
| Kevin Nash          | Tarzan                    | Törköly Levente   |
| Cody Horn           | Brooke                    | Nemes Takách Kata |
| Gabriel Iglesias    | Tobias                    | Elek Ferenc       |

További magyar hangok: Czető Zsanett, Dolmány Attila, Moser Károly, Molnár Ilona, Laudon Andrea, Sallai Nóra, Szatmári Attila, Törtei Tünde, Vadász Bea, Kajtár Róbert, Sipos Eszter Anna